# Département Saône-et-Loire
Das Département de la Saône-et-Loire [soneˈlwaʀ] ist das französische Département mit der Ordnungsnummer 71. Es liegt im Osten des Landes in der Region Bourgogne-Franche-Comté und ist nach den Flüssen Saône und Loire benannt.

## Geographie
Das Département Saône-et-Loire grenzt im Norden an das Département Côte-d’Or, im Osten an das Département Jura, im Südosten an das Département Ain, im Süden an die Départements Rhône und Loire, im Westen an das Département Allier sowie im Nordwesten an das Département Nièvre.
Während die Loire überwiegend die westliche Grenze zum Département Allier bildet, durchfließt die Saône, an der mit Chalon-sur-Saône und Mâcon auch die beiden größten Städte des Départements liegen, den östlichen Teil von Saône-et-Loire in nordsüdlicher Richtung. Der Nordwesten des Départements reicht in das Granitmassiv des Morvan.

## Geschichte
Das Département wurde am 4. März 1790 aus Teilen der Provinz Burgund geschaffen.
Im Zweiten Weltkrieg war das Département nach dem Waffenstillstand von Compiègne während der ersten Jahre der deutschen Besetzung Frankreichs von der für Menschen und Waren nur mit Genehmigung passierbaren Demarkationslinie zwischen der besetzten und der „freien“ Zone durchtrennt.
Von 1960 bis 2015 war es ein Teil der Region Burgund, die 2016 in der Region Bourgogne-Franche-Comté aufging.

## Städte
Die bevölkerungsreichsten Gemeinden des Départements Saône-et-Loire sind:
| Stadt              | Einwohner (2022) | Arrondissement   |
| ------------------ | ---------------- | ---------------- |
| Chalon-sur-Saône   | 44.592           | Chalon-sur-Saône |
| Mâcon              | 34.759           | Mâcon            |
| Le Creusot         | 20.536           | Autun            |
| Montceau-les-Mines | 16.946           | Chalon-sur-Saône |
| Autun              | 13.144           | Autun            |
| Paray-le-Monial    | 9.256            | Charolles        |
| Saint-Vallier      | 8.508            | Chalon-sur-Saône |
| Digoin             | 7.380            | Charolles        |
| Charnay-lès-Mâcon  | 8.154            | Mâcon            |
| Gueugnon           | 6.547            | Charolles        |

## Verwaltungsgliederung
Das Département Saône-et-Loire gliedert sich in die 5 Arrondissements Autun, Chalon-sur-Saône, Charolles, Louhans und Mâcon, 29 Kantone und 563 Gemeinden:
| Arrondissement             | Kantone | Gemeinden | Einwohner 1. Januar 2022 | Fläche km² | Dichte Einw./km² | Code INSEE |
| -------------------------- | ------- | --------- | ------------------------ | ---------- | ---------------- | ---------- |
| Autun                      | 9       | 89        | 125.580                  | 1.994,32   | 63               | 711        |
| Chalon-sur-Saône           | 11      | 141       | 155.349                  | 1.484,47   | 105              | 712        |
| Charolles                  | 5       | 126       | 84.782                   | 2.443,75   | 35               | 713        |
| Louhans                    | 4       | 88        | 67.587                   | 1.430,21   | 47               | 714        |
| Mâcon                      | 7       | 119       | 115.838                  | 1.221,93   | 95               | 715        |
| Département Saône-et-Loire | 29      | 563       | 549.136                  | 8.574,68   | 64               | 71         |

Siehe auch:

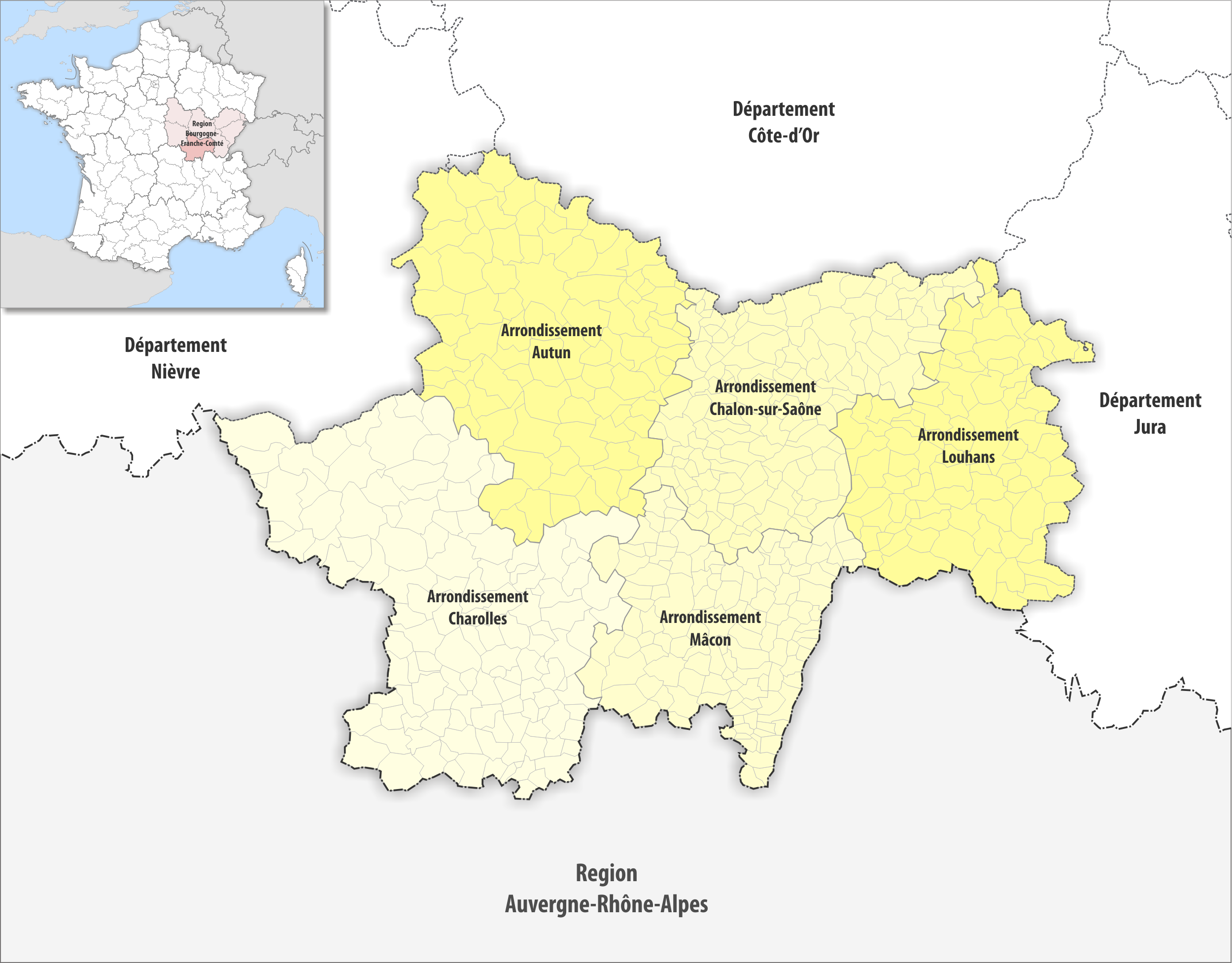
Gemeinden und Arrondissemente im Département Saône-et-Loire

- Liste der Gemeinden im Département Saône-et-Loire
- Liste der Kantone im Département Saône-et-Loire
- Liste der Gemeindeverbände im Département Saône-et-Loire

## Kultur
Bekannt ist das Département durch die Ruinen des Benediktinerklosters von Cluny sowie durch den kleinen Ort Taizé und die dort ansässige Gemeinschaft von Taizé.

## Sehenswürdigkeiten

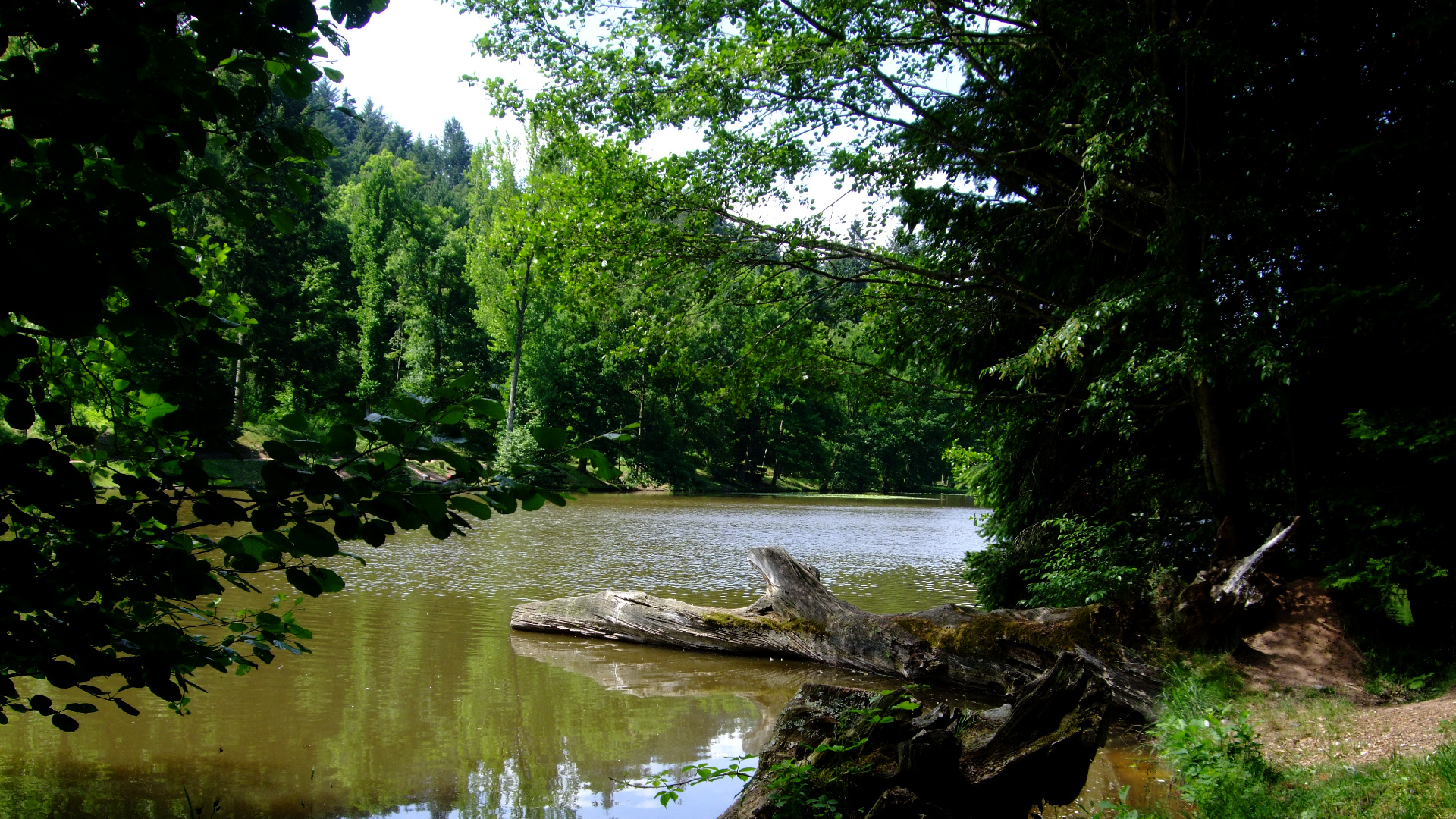
Arboretum de Pézanin

- Arboretum de Pézanin, europäische Galerie Wald und Holz, Dompierre-les-Ormes
- Abtei Cluny, Cluny
- Burgruine Brancion
- Schloss Cormatin
- Schloss Sully
- Stadt Charolles, Wiege der Rinderrasse Charolais